# Эбису (пиво)
Пиво Эбису (яп. ヱビスビール Эбису би:ру) (также пиво Эбису (яп. 恵比寿ビール Эбису би:ру), пиво Эбису (яп. 戎ビール Эбису би:ру, «пиво варвара»), YEBISU) — пиво акционерного общества Sapporo Breweries Limited, из 100 % солода. Класс премиум. Sapporo Breweries Limited производит пиво в Японии, с 25 февраля 1890 года и «Пиво Эбису» — первая марка пива, которую продавала компания. 12 декабря 1894 года, в продажу поступило «Эбису тёмное». 18 марта 1943 года торговые марки Эбису исчезли, чтобы возродиться 28 лет спустя, 12 декабря 1971 года. 28 мая 2003 года добавилось «Эбису Тёмное» (также возродившееся 60 лет спустя, после исчезновения. После этого, 7 марта, 2007 название изменилась на «Эбису „The Black“» (ヱビス〈ザ・ブラック〉), 4 апреля добавилось «Эбису „The Hops“» (ヱビス〈ザ・ホップ〉). В 2005 году была выпущена ограниченная партия «Эбису повышенной выдержки „высшая роскошь“» (ヱビス超長期熟成〈至福の贅沢〉). В 2008 планируется возрождение этой марки в призовой компании (キャンペーン賞品). В 2006 и 2007 году, в ходе торговой борьбы была выпущена ограниченная партия «Эбису Янтарного» (обычно для Эбису тщательно подбирают солод, дающий уникальный янтарный цвет). При этом, в рестораны центральной части Токио и в трёх префектурах (Сайтама, Тиба, Канагава) была поставлена 101 бочка.

## Сырьё
- хмель
- солод

## Состав (на 250 миллилитров)
- Энергетическая ценность 147 килокалорий
- Белков 1,8 грамма
- Жиров 0 граммов
- Сахар 10.5 грамма
- Клетчатка 0.35-0.7 грамма

## Прочее
- Символ «ヱ» принадлежит к ряду «ва» и в ромадзи название должно записываться как «Webisu» или «Ebisu», но не «Yebisu», как если бы символ был из ряда «ю». Это остатки устаревшей записи ромадзи, когда エ и ヱ писали как ye. По той же причине 円 («эн», иена) пишется как «yen», а 江戸 («Эдо» — старое название Токио) пишется как «Yedo» (устар. рус. Иеддо).